# Manele
Manele  är en musikstil.
Manele är en musikstil med bas i rumänsk och romsk folkmusik med turkiska, grekiska, arabiska, bulgariska och serbiska element, vanligen med hjälp moderna (elektroniska) instrument och beats.
Liknande musikstilar finns i andra områden på Balkan, som Bulgarien, Serbien, Montenegro, Albanien, Bosnien, Grekland och Turkiet. I synnerhet den bulgariska musikstilen Chalga, grekisk Skiladiko och Serbisk turbo-folk hämtar influenser sinsemellan, och artisterna kopierar många gånger framgångsrika låtar och gör egna språkversioner av dem.

## Kända låtar och artister
Framstående artister är bland annat:
- Bogdan Artistu -  "Kana Jambe",
- Nicolae Guta - "La la le",
- Adrian Copilul Minune - "Diskoteka boom",
- Sorinel Pustiu - "Cu cartile pe fata",
- Florin Salam - "Saint Tropez", "Viata mea e si buna si rea".